# Municipio de Johnson (condado de Clay)
El municipio de Johnson (en inglés: Johnson Township) es un municipio ubicado en el condado de Clay en el estado estadounidense de Arkansas. En el año 2010 tenía una población de 225 habitantes y una densidad poblacional de 3,51 personas por km².

## Geografía
El municipio de Johnson se encuentra ubicado en las coordenadas 36°19′27″N 90°23′23″O / 36.32417, -90.38972. Según la Oficina del Censo de los Estados Unidos, el municipio tiene una superficie total de 64.04 km², de la cual 63,96 km² corresponden a tierra firme y (0,13 %) 0,08 km² es agua.

## Demografía
Según el censo de 2010, había 225 personas residiendo en el municipio de Johnson. La densidad de población era de 3,51 hab./km². De los 225 habitantes, el municipio de Johnson estaba compuesto por el 97,33 % blancos, el 2,22 % eran afroamericanos y el 0,44 % eran de una mezcla de razas. Del total de la población el 0,44 % eran hispanos o latinos de cualquier raza.